# Kotiate

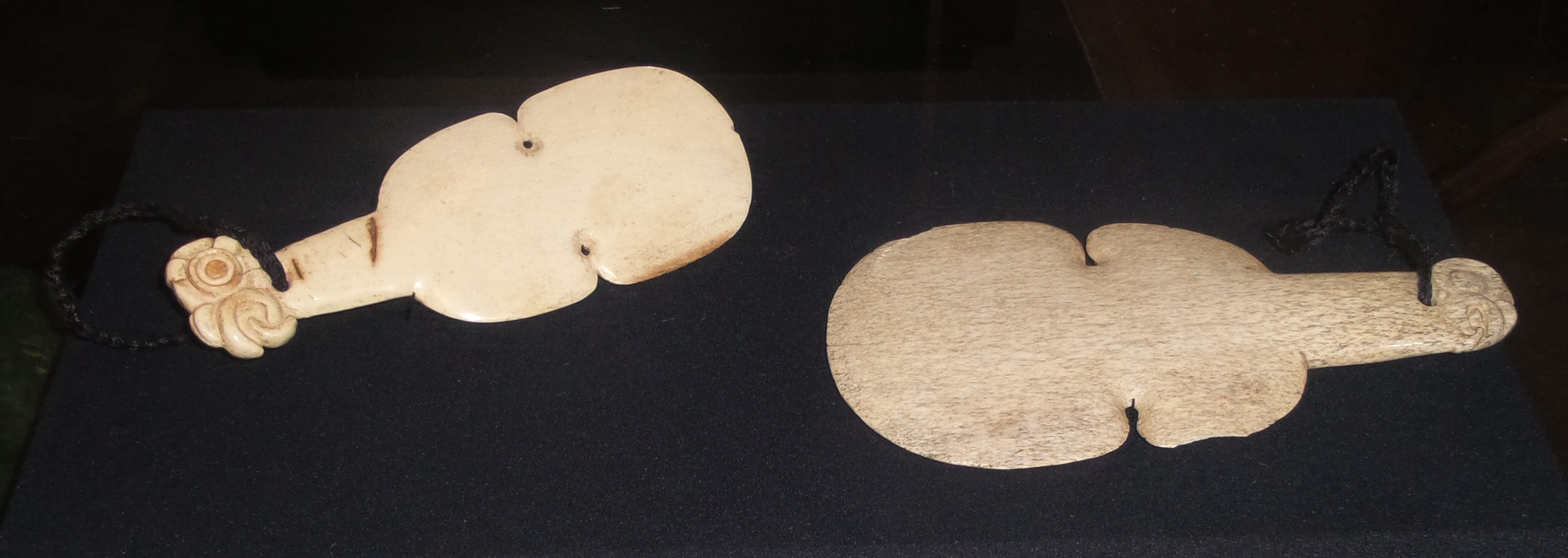
Dos kotiates

El Kotiate es un tipo de arma de mano tradicional del pueblo indígena maorí neozelandés.
Un Kotiate es una maza corta normalmente hecha de madera o hueso de ballena. Kotiate significa cortar o dividir el hígado (koti = cortar en dos o dividir; ate = hígado), probablemente debido su forma, que se asemeja a la parte lobulada del hígado humano.